# TEPCO Fuel & Power
TEPCO Fuel & Power (яп. 東京電力フュエル&パワー) — дочірня компанія Tokyo Electric Power Company, де-факто є проміжною холдинговою компанією, яка володіє акціями JERA. Скороченно TEPCO FP, TEPCO FP, TEPCO F&P та TEPCO F&P.

## Огляд
Компанія була фактично створена в результаті поділу Токійської електроенергетичної компанії (TEPCO) у квітні 2016 року (2016). З бізнесу з виробництва, передачі та розподілу електроенергії, а також роздрібного продажу електроенергії, яким TEPCO займалася протягом 65 років з моменту свого заснування у травні 1951 року (1951), до неї перейшов лише бізнес з виробництва палива та теплової електроенергії. Електроенергія, вироблена тепловими електростанціями компанії, продавалася оптом роздрібним постачальникам електроенергії.
У квітні 2015 року TEPCO FP та Chubu Electric Power створили спільне підприємство JERA з метою інтеграції бізнесу з виробництва палива та теплової енергії двох компаній; у квітні 2019 року всі теплові електростанції Компанії та Chubu Electric Power були передані до JERA, завершивши інтеграцію бізнесу з виробництва палива та теплової енергії.
Таким чином, починаючи з 31 квітня 2019 (2019) року, TEPCO FP не володіє жодною власною електростанцією. Відтоді працівники TEPCO FP вважалися прикомандированими до JERA, але у квітні 2021 року вони були переведені з TEPCO FP до JERA.
Станом на 2021 рік TEPCO FP володіла 50% випущених акцій JERA, але не вела жодної іншої діяльності.